# Division II i ishockey 1958/1959
Division II i ishockey 1958/1959 var näst högsta divisionen i svensk ishockey under säsongen och spelades med 64 lag i åtta grupper vilket var en ökning med fyra lag sedan förra säsongen. Alla grupper hade nu åtta lag vardera och segraren i varje grupp gick vidare till kval för Allsvenskan. De två sämsta lagen i varje grupp flyttades ner till Division III.

## Nya lag
- Division II Norra A: IFK Kiruna, Malå, Rönnskär och Öjebyn
- Division II Norra B: Skönvik/Sund, Vindeln, Ytterån/Waplan och Älgarna
- Division II Östra A: Hedemora och Sandviken
- Division II Östra B: Göta, Skärplinge och Sundbyberg
- Division II Västra A: Fagersta, Saltsjöbaden och Surahammar
- Division II Västra B: Gais, Färjestad och Trollhättan
- Division II Södra A: Derby och Katrineholm
- Division II Södra B: IFK Malmö, Västra Frölunda (från Västra B) och Åseda

Gais, Göta, Rönnskär och Surahammar hade flyttats ner från Allsvenskan. Sedan förra säsongen hade även Norrtälje BK bytt namn till Norrtälje IK.

## Division II Norra
Grupp A
Rönnskär hade flyttats ner från Allsvenskan sedan förra säsongen och tappade då flera av de bästa spelarna och ansågs därför inte ha så stora chanser. Förhandstipsen gick istället till förra årets segrare Skellefteå IF och framför allt till Boden och Luleå. Men Rönnskär återhämtade såg efter spelarförlusterna medan Norrbottenlagen inte kunde svara upp mot förväntningarna. De båda nykomlingarna i serien, Öjebyn och Malå, placerades sig sist och flyttades ner till division III.
| Nr | Lag           | S  | V  | O | F  | GM | IM  | MS  | P  |
| -- | ------------- | -- | -- | - | -- | -- | --- | --- | -- |
| 1  | Rönnskärs IF  | 14 | 11 | 1 | 2  | 82 | 42  | +40 | 23 |
| 2  | Bodens BK     | 14 | 9  | 2 | 3  | 84 | 38  | +46 | 20 |
| 3  | IFK Luleå     | 14 | 10 | 0 | 4  | 86 | 49  | +37 | 20 |
| 4  | Skellefteå IF | 14 | 9  | 1 | 4  | 76 | 51  | +25 | 19 |
| 5  | IFK Kiruna    | 14 | 6  | 1 | 7  | 77 | 73  | +4  | 13 |
| 6  | Clemensnäs IF | 14 | 5  | 2 | 7  | 42 | 48  | −6  | 12 |
| 7  | Öjeby IF      | 14 | 1  | 1 | 12 | 42 | 105 | −63 | 3  |
| 8  | Malå IF       | 14 | 1  | 0 | 13 | 33 | 116 | −83 | 2  |

Grupp B
I B-gruppen stod seriesegern mellan IFK Nyland (Kramfors) och IFK Umeå. Älgarna från Härnösand var också tippade att kunna lägga sig i, men de nådde inte riktigt de två första lagen. Inför sista omgången stod "Björklöven" - som Umeålaget kallades i folkmun efter sin klubbdräkt – och Nyland på samma poäng, men Nyland hade två måls sämre målskillnad. I sista matchen gjorde Nyland 11–2 mot Vindeln, men det hjälpte inte när Umeå samtidigt gjorde 15–2 Skönvik/Sund.
| Nr | Lag                | S  | V  | O | F  | GM | IM  | MS  | P  |
| -- | ------------------ | -- | -- | - | -- | -- | --- | --- | -- |
| 1  | IFK Umeå           | 14 | 11 | 1 | 2  | 91 | 31  | +60 | 23 |
| 2  | IFK Nyland         | 14 | 10 | 3 | 1  | 99 | 45  | +54 | 23 |
| 3  | IF Älgarna         | 14 | 8  | 1 | 5  | 73 | 54  | +19 | 17 |
| 4  | Ytterån/Waplans SK | 14 | 6  | 4 | 4  | 46 | 46  | 0   | 16 |
| 5  | Vindelns IF        | 14 | 5  | 3 | 6  | 50 | 78  | −28 | 13 |
| 6  | Järveds IF         | 14 | 4  | 1 | 9  | 45 | 70  | −25 | 9  |
| 7  | Tegs SK            | 14 | 4  | 0 | 10 | 50 | 66  | −16 | 8  |
| 8  | Skönvik/Sunds IF   | 14 | 1  | 1 | 12 | 41 | 105 | −64 | 3  |

## Division II Östra
Grupp A
Kampen stod mellan fjolårets segrare Morgårdshammar (från Smedjebacken i Dalarna) och det tidigare Allsvenska laget Brynäs från Gävle. Topplagen spelade ojämnt och Morgårdshammar kunde till slut vinna trots att de förlorade båda mötena mot tvåan Brynäs. I botten placerade sig Söderhamn och Hedmora som därmed flyttades ner till division III.
| Nr | Lag                | S  | V  | O | F  | GM | IM | MS  | P  |
| -- | ------------------ | -- | -- | - | -- | -- | -- | --- | -- |
| 1  | Morgårdshammars IF | 14 | 12 | 0 | 2  | 72 | 45 | +27 | 24 |
| 2  | Brynäs IF          | 14 | 10 | 2 | 2  | 74 | 29 | +45 | 22 |
| 3  | Alfta GIF          | 14 | 8  | 1 | 5  | 60 | 57 | +3  | 17 |
| 4  | Ljusne AIK         | 14 | 7  | 1 | 6  | 56 | 53 | +3  | 15 |
| 5  | Ludvika FfI        | 14 | 6  | 2 | 6  | 74 | 65 | +9  | 14 |
| 6  | Sandvikens IF      | 14 | 5  | 1 | 8  | 55 | 79 | −24 | 11 |
| 7  | Söderhamns UIK     | 14 | 3  | 0 | 11 | 55 | 78 | −23 | 6  |
| 8  | Hedemora SK        | 14 | 1  | 1 | 12 | 44 | 84 | −40 | 3  |

Grupp B
Nacka segrade överraskande med i stort sett samma lag som förra säsongen då man slutade på en femteplats. IK Göta som flyttats ner från Allsvenskan sedan förra säsongen fick nöja sig med att deras ekonomiska förlust begränsades i den lägre serien. Sist placerade sig Skärplinge och Älvsjö som flyttades ner till division III.
| Nr | Lag            | S  | V  | O | F  | GM | IM | MS  | P  |
| -- | -------------- | -- | -- | - | -- | -- | -- | --- | -- |
| 1  | Nacka SK       | 14 | 11 | 0 | 3  | 63 | 38 | +25 | 22 |
| 2  | Sundbybergs IK | 14 | 9  | 2 | 3  | 68 | 36 | +32 | 20 |
| 3  | IK Göta        | 14 | 8  | 2 | 4  | 71 | 47 | +24 | 18 |
| 4  | Almtuna IS     | 14 | 7  | 4 | 3  | 65 | 46 | +19 | 18 |
| 5  | Hagalunds IS   | 14 | 6  | 2 | 6  | 57 | 54 | +3  | 14 |
| 6  | Norrtälje IK   | 14 | 5  | 2 | 7  | 38 | 63 | −25 | 12 |
| 7  | Skärplinge IK  | 14 | 4  | 0 | 10 | 42 | 51 | −9  | 8  |
| 8  | Älvsjö AIK     | 14 | 0  | 0 | 14 | 25 | 94 | −69 | 0  |

## Division II Västra
Grupp A
Gruppspelet blev jämnt och spännande med flera tidigare allsvenska lag. När halva serien spelats ledde Fagersta på målskillnad före Karlberg (Stockholms innerstad), Saltsjöbaden och Sturehov (Örebro). I näst sista omgången möttes Karlberg och Matteuspojkarna (Stockholms innerstad) i en avgörande seriefinal där Karlberg segrade med 3–2. Surahammar, som flyttats ner från Allsvenskan sedan förra säsongen, placerade sig näst sist i serien och flyttades ner till division III ihop med IK Westmannia från Köping.
| Nr | Lag                  | S  | V | O | F | GM | IM | MS  | P  |
| -- | -------------------- | -- | - | - | - | -- | -- | --- | -- |
| 1  | Karlbergs BK         | 14 | 9 | 2 | 3 | 60 | 36 | +24 | 20 |
| 2  | UoIF Matteuspojkarna | 14 | 8 | 2 | 4 | 59 | 39 | +20 | 18 |
| 3  | Fagersta AIK         | 14 | 8 | 2 | 4 | 64 | 48 | +16 | 18 |
| 4  | IK Sturehov          | 14 | 7 | 2 | 5 | 47 | 49 | −2  | 16 |
| 5  | IFK Arboga           | 14 | 6 | 0 | 8 | 61 | 66 | −5  | 12 |
| 6  | Saltsjöbadens IF     | 14 | 4 | 2 | 8 | 41 | 56 | −15 | 10 |
| 7  | Surahammars IF       | 14 | 5 | 0 | 9 | 34 | 57 | −23 | 10 |
| 8  | IK Westmannia        | 14 | 3 | 2 | 9 | 51 | 66 | −15 | 8  |

Grupp B
Göteborgslaget Gais vann gruppen relativt enkelt. Efter fem omgångar hade man fem segrar och en klar ledning. I bottenstriden förlorade Kil och Trollhättan som båda flyttades ner till division III.
| Nr | Lag             | S  | V  | O | F  | GM | IM | MS  | P  |
| -- | --------------- | -- | -- | - | -- | -- | -- | --- | -- |
| 1  | Gais            | 14 | 11 | 1 | 2  | 68 | 41 | +27 | 23 |
| 2  | IK Viking       | 14 | 11 | 0 | 3  | 87 | 41 | +46 | 22 |
| 3  | IFK Sunne       | 14 | 7  | 2 | 5  | 70 | 68 | +2  | 16 |
| 4  | Skiveds IF      | 14 | 5  | 2 | 7  | 69 | 75 | −6  | 12 |
| 5  | IFK Munkfors    | 14 | 5  | 2 | 7  | 49 | 56 | −7  | 12 |
| 6  | Färjestads BK   | 14 | 5  | 2 | 7  | 58 | 70 | −12 | 12 |
| 7  | Kils AIK        | 14 | 3  | 3 | 8  | 44 | 64 | −20 | 9  |
| 8  | IFK Trollhättan | 14 | 3  | 0 | 11 | 58 | 88 | −30 | 6  |

## Division II Södra
Grupp A
Gruppen vanns som väntat av Tranås, även om det blev lite jämnare än vad som förutspåtts. Det var femte gången de vann serien, men ännu hade de inte lyckats i kvalet till Allsvenskan. I botten placerade sig Katrineholm och Derby (Linköping) som flyttades ner till division III.
| Nr | Lag              | S  | V  | O | F  | GM | IM  | MS   | P  |
| -- | ---------------- | -- | -- | - | -- | -- | --- | ---- | -- |
| 1  | Tranås AIF       | 14 | 10 | 3 | 1  | 89 | 33  | +56  | 23 |
| 2  | BK Remo          | 14 | 10 | 0 | 4  | 96 | 47  | +49  | 20 |
| 3  | IFK Norrköping   | 14 | 8  | 1 | 5  | 76 | 33  | +43  | 17 |
| 4  | BK Kenty         | 14 | 8  | 1 | 5  | 64 | 51  | +13  | 17 |
| 5  | Nyköpings AIK    | 14 | 7  | 0 | 7  | 65 | 73  | −8   | 14 |
| 6  | IK Sleipner      | 14 | 6  | 1 | 7  | 63 | 53  | +10  | 13 |
| 7  | Katrineholms AIK | 14 | 3  | 0 | 11 | 32 | 87  | −55  | 6  |
| 8  | BK Derby         | 14 | 1  | 0 | 13 | 43 | 151 | −108 | 2  |

Grupp B
Redan på ett tidigt stadium stod det klart att Göteborgslaget Västra Frölunda skulle vinna gruppen och när gruppen var färdigspelad hade man fem poäng ner till tvåan Troja trots att man kostat på sig några förluster på slutet när utgången redan stod klar. Mest uppmärksamhet fick dock Vättersnäs från Jönköping som drog storpublik i den nya Rosenlundshallen där i snitt 3 700 åskådare såg hemmamatcherna. Det var vid denna tid mer än vad många allsvenska lag hade. Dessutom hade man anställt en kanadensare, Mike Desilets, som tränare för laget vilket gav ytterligare uppmärksamhet, liksom det faktum att det nya ispalatset var ett av de första i Sverige. Åseda och Diö placerade sig på nerflyttningsplats och fick spela division III till den kommande säsongen.
| Nr | Lag                | S  | V  | O | F  | GM | IM | MS  | P  |
| -- | ------------------ | -- | -- | - | -- | -- | -- | --- | -- |
| 1  | Västra Frölunda IF | 14 | 11 | 0 | 3  | 73 | 37 | +36 | 22 |
| 2  | IF Troja           | 14 | 8  | 1 | 5  | 67 | 50 | +17 | 17 |
| 3  | Vättersnäs IF      | 14 | 8  | 1 | 5  | 68 | 54 | +14 | 17 |
| 4  | Alvesta SK         | 14 | 8  | 1 | 5  | 67 | 54 | +13 | 17 |
| 5  | IFK Malmö          | 14 | 6  | 1 | 7  | 64 | 60 | +4  | 13 |
| 6  | Tabergs SK         | 14 | 5  | 2 | 7  | 67 | 77 | −10 | 12 |
| 7  | Åseda IF           | 14 | 4  | 2 | 8  | 34 | 64 | −30 | 10 |
| 8  | Diö GoIF           | 14 | 2  | 0 | 12 | 31 | 75 | −44 | 4  |

## Kval till Division I
Kvalet till Allsvenskan blev en kamp mot vädret. Våren kom tidigt och flera matcher spelades på dåliga isar och t.o.m. i regn. I den norra gruppen segrade Skellefteålaget Rönnskär och fick med sig Nacka till allsvenskan, båda lagen hade spelat där tidigare. I de södra gruppen vann Västra Frölunda före Karlberg. Frölunda fick under kvalet möta lokalkonkurrenten Gais i två matcher, den första slutade 1–1 och den andra vann Frölunda med 5–3.
Kval till Division I Norra
| Nr | Lag                | S | V | O | F | GM | IM | MS | P |
| -- | ------------------ | - | - | - | - | -- | -- | -- | - |
| 1  | Rönnskärs IF       | 6 | 4 | 0 | 2 | 30 | 26 | +4 | 8 |
| 2  | Nacka SK           | 6 | 3 | 1 | 2 | 28 | 27 | +1 | 7 |
| 3  | IFK Umeå           | 6 | 3 | 0 | 3 | 25 | 25 | 0  | 6 |
| 4  | Morgårdshammars IF | 6 | 1 | 1 | 4 | 21 | 26 | −5 | 3 |

Kval till Division I Södra
| Nr | Lag                | S | V | O | F | GM | IM | MS  | P |
| -- | ------------------ | - | - | - | - | -- | -- | --- | - |
| 1  | Västra Frölunda IF | 6 | 3 | 2 | 1 | 19 | 14 | +5  | 8 |
| 2  | Karlbergs BK       | 6 | 3 | 1 | 2 | 26 | 17 | +9  | 7 |
| 3  | Tranås AIF         | 6 | 3 | 0 | 3 | 26 | 30 | −4  | 6 |
| 4  | Gais               | 6 | 1 | 1 | 4 | 21 | 31 | −10 | 3 |